# Anne Provoost
Anne Provoost, född 26 juli 1964 i Poperinge, är en belgisk nederländskspråkig författare.